# Шемплинская, Алиция
Алиция Мария Шемплинская (польск. Alicja Maria Szemplińska; более известная как Алиция; родилась 29 апреля 2002 года, Цеханове, Польша) — польская певица, выигравшая 10-й сезон «Голоса Польши» в 2019 году. В следующем году она выиграла в Польше национальный отборочный конкурс к Евровидению Szansa na sukces со своей песней «Empires», которую она должна была исполнить во втором полуфинале конкурса песни «Евровидение-2020» в Роттердаме 14 мая 2020 года, но из-за пандемии COVID-19 конкурс был отменён.

## Дискография
Синглы
- «Prawie my» (2019)
- «Empires» (2020)